# 4-苄氧基苯酚
4-苄氧基苯酚（或对苄氧基苯酚，音译莫诺苯宗）是一种有机化合物，化学式为C13H12O2，是对苯二酚的单苄醚，为带有棕色色泽的透明固体，难溶于水，可燃。它有多种方法可以制得，如溴化苄和对苯二酚在氢氧化钾醇溶液中的反应，以及对苯二酚和苯甲醇在磷钼酸的催化下的反应。